# Les Années campagne
Pour plus de détails, voir Fiche technique et Distribution.
Les Années campagne est un film français réalisé par Philippe Leriche et sorti en 1992.

## Fiche technique
- Titre français : Les Années campagne
- Réalisation : Philippe Leriche
- Scénario : Philippe Leriche
- Photographie : Étienne Fauduet
- Costumes : Marie-Claude Altot
- Décors : Dominique Maleret
- Musique : Georges Garvarentz
- Montage : Marie-Pierre Renaud
- Son : Paul Lainé
- Mixage : Vincent Arnardi
- Sociétés de production : Les Films Ariane - Baccara Productions - Films A2 - Centre Européen Cinématographique Rhône-Alpes
- Distribution : Ariane Distribution
- Pays d'origine :  France
- Genre : comédie
- Durée : 90 minutes
- Date de sortie : France - 3 juin 1992

## Distribution
- Charles Aznavour : Le grand-père
- Benoît Magimel : Jules
- Sophie Carle : Evelyne
- Clémentine Célarié : La mère
- Françoise Arnoul : La grand-mère
- Didier Flamand : Le père
- André Lacombe : Triple Dose
- Pierre-Olivier Mornas : Le Rouquin
- Manuela Gourary : La tante de Bébert
- Didier Haudepin